# Pandaridae
A Pandaridae az állkapcsilábas rákok (Maxillopoda) osztályába és a Siphonostomatoida rendjébe tartozó család.

## Tudnivalók
A Pandaridae-fajok tengeri élőlények. Közülük a legtöbben élősködő életmódot folytatnak.

## Rendszerezés
A családba az alábbi 22 ráknem tartozik:
- Achtheinus Wilson C.B., 1908
- Amaterasia Izawa, 2008
- Cecrops Leach, 1816
- Demoleus Heller, 1865
- Dinemoleus Cressey & Boyle, 1978
- Dinemoura Latreille, 1829
- Echthrogaleus Steenstrup & Lütken, 1861
- Entepherus Bere, 1936
- Gangliopus Gerstaecker, 1854
- Lepimacrus Hesse, 1883
- Luetkenia Claus, 1864
- Nesippus Heller, 1865
- Orthagoriscicola Poche, 1902
- Pagina Cressey, 1963
- Pandarus Leach, 1816 - típusnem
- Pannosus Cressey, 1967
- Paranesippus Shiino, 1955
- Perissopus Steenstrup & Lütken, 1861
- Philorthragoriscus Horst, 1897
- Phyllothyreus Norman, 1903
- Prosaetes Wilson C.B., 1907
- Pseudopandarus Kirtisinghe, 1950

A két alábbi taxon név meglehet, hogy nem ebbe a családba tartozik, vagy már nem is használják:
- Nogagella Rose, 1933 (nomen dubium)
- Nogaus Leach, 1819 (nomen dubium)

Tizenöt további taxon nevet vagy a fentiek szinonimájává alakították át, vagy más családokba helyezték át.